# La Nigérienne
"La Nigérienne" was het volkslied van Niger van 1961 tot 2023.
De muziek is gecomponeerd door Robert Jacquet (1896-1976) en Nicolas Abel François Frionnet (1911-1998). Maurice Albert Thiriet (1906-1969) schreef de tekst. Het lied werd in 1961 aangenomen als het nationale volkslied.
In 2023 werd L'honneur de la patrie het nieuwe volkslied.

## Tekst
| Franstalig origineel Auprès du grand Niger puissant Qui rend la nature plus belle, Soyons fiers et reconnaissants De notre liberté nouvelle! Evitons les vaines querelles Afin d'épargner notre sang, Et que les glorieux accents De notre race soit sans tutelle! S'élève dans un même élan Jusqu'à ce ciel éblouissant, Où veille son âme éternelle Qui fera le pays plus grand! Refrein: Debout! Niger! Debout! Que notre oeuvre féconde Rajeunisse le coeur de ce vieux continent! Et que ce chant s'entende Aux quatre coins du monde Comme le cri d'un peuple équitable et vaillant! Debout! Niger! Debout! Sur le sol et sur l'onde, Au son des tam-tams Dans leur rythme grandissant, Restons unis toujours, Et que chacun réponde A ce noble avenir Qui nous dit: - En avant! | Nederlandse vertaling Door heel het machtige Niger Die de schoonheid der natuur verheft, Laat ons trots en dankbaar zijn Voor onze nieuwverworven vrijheid! Laat ons ijdele discussies mijden Om bloedvergieten te voorkomen, Laat onze glorieuze tonen Zonder censuur zijn! Laat ons opstijgen met een enkele aanloop, Duizelingwekkend hoog als de lucht, Waar zijn eeuwige ziel waakt Die het land groter zal maken! Refrein: Sta op! Niger! Sta op! Laat ons vruchtbare gezwoeg Het hart van dit oude continent verjongen! Laat het lied gehoord worden Tot in de vier hoeken van de wereld Als de kreet van een rechtschapen en flink volk! Sta op! Niger! Sta op! Op de aarde en de golven, Op het geluid van de drums In hun aanzwellend ritme, Laat ons verenigd blijven, En laat eenieder antwoorden Op deze edele toekomst Die ons zegt: - Vooruit! |